# Mitchell Heights
Mitchell Heights est une ville américaine située dans le comté de Logan en Virginie-Occidentale. Selon le recensement de 2010, Mitchell Heights compte 323 habitants.
La municipalité, créée le 18 février 1949, se situe à l'emplacement de l'ancienne Mitchell Farm (« ferme Mitchell »). Elle s'étend sur 0,34 milles carrés (0,88 km2).